# فوتبال در المپیک تابستانی ۱۹۵۶
فوتبال در بازی‌های المپیک تابستانی ۱۹۵۶ نام رویداد ورزش فوتبال در بازی‌های المپیک تابستانی بود که در سال ۱۹۵۶ برگزار شد.

## رتبه بندی نهایی
1. اتحاد جماهیر شوروی
2. یوگسلاوی
3. بلغارستان
4. هند
5. استرالیا
6. بریتانیای کبیر
7. اندونزی
8. ایالات متحده آمریکا
9. ژاپن
10. تایلند
11. آلمان